# 슬릭 왓츠

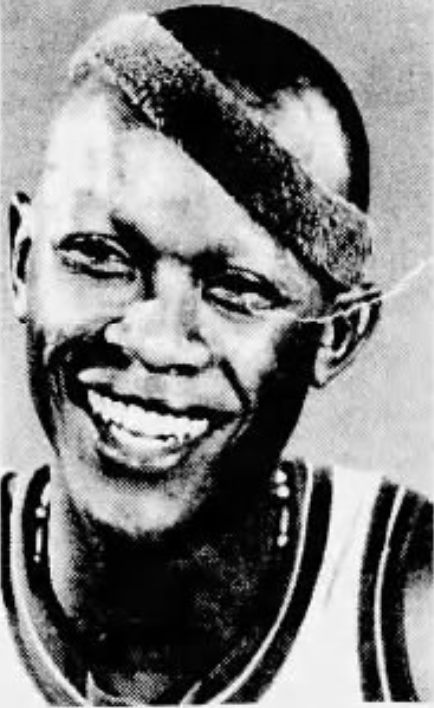
1977년 경

슬릭 왓츠(Slick Watts, 본명: 도날드 얼 "슬릭" 왓츠, Donald Earl "Slick" Watts, 1951년 7월 22일 ~ 2025년 3월 15일)는 미국 프로 농구 선수로, NBA(전미 농구 협회) 소속이었다. 1976년 시애틀 슈퍼소닉스 (1967년)에서 뛰면서 어시스트 (농구)와 스틸 (농구)에서 모두 리그를 이끈 최초의 선수가 되었다. 그는 농구 선수로 활약한 후에도 소닉스 팬들에게 사랑받는 선수로 남았다.

## 어린 시절
왓츠는 1951년 7월 22일 미시시피주 롤링 포크에서 태어났다. 그의 아버지는 정비공이었고 어머니는 교사였다. 왓츠가 13살 때 축구 부상으로 두피가 손상되어 머리카락이 이상하게 뭉쳐 자랐다. 이로 인해 머리를 깎게 되었다.

## 경력
- 1973–1978 시애틀 슈퍼소닉스
- 1978 뉴올리언스 재즈
- 1978–1979 휴스턴 로키츠

### 주요 경력 및 수상
- NBA 올 디펜시브 퍼스트 팀(1976)
- NBA 어시스트 리더(1976)
- NBA 스틸 리더(1976)
- J. 월터 케네디 시민상(1976)

## 사생활과 죽음
왓츠의 아들들은 모두 대학 농구를 했다. 토니는 1988-92년 미시시피 스테이트에서, 도널드는 1995-99년 워싱턴 대학교에서 뛰었다. 손자 이사야는 현재 워싱턴 스테이트에서 뛰고 있으며, 손녀 자딘은 웨스턴 워싱턴에서 뛰고 있다.
왓츠는 폐의 염증인 육아종증을 앓았다. 2001년 왓츠는 육아종증으로 22일 동안 병원에 입원했고, 이로 인해 체중이 거의 50파운드(23kg) 감소한 후 상태가 호전되었다. 2021년 4월, 70번째 생일을 3개월 앞둔 왓츠는 심각한 뇌졸중을 겪었다. 2025년 3월 15일 73세의 나이로 사망했다.